# Transcendenta tal
Ett transcendent tal är ett tal, som inte kan definieras som ett nollställe till ett ändligt polynom med rationella koefficienter. Vissa transcendenta tal kan i stället definieras som ett gränsvärde. Kända exempel är e och π. Motsatsen är ett algebraiskt tal. Däri ingår till exempel alla rationella tal, liksom alla rötter av rationella tal.
Oegentligt uttryckt är de transcendenta talen "fler" än de algebraiska (se kardinalitet), i den meningen att de algebraiska talen utgör en uppräkneligt oändlig mängd, medan det inte finns något sätt att räkna upp de transcendenta talen. Trots att det alltså finns "oändligt mycket fler" transcendenta tal än algebraiska tal känner man inte till särskilt många och det är mycket svårt att visa att ett tal är transcendent.
År 1873 visade Charles Hermite att e var ett transcendent tal, och 1882 gjorde Ferdinand von Lindemann, med utnyttjande av Hermites metoder, samma sak med talet π. År 1885 visade Karl Weierstrass att ea är transcendent för varje algebraiskt tal a skilt från noll, och 1934 visade Aleksandr Gelfond att ab är transcendent för alla de fall då uttrycket består av ett algebraiskt tal a skilt från 0 och 1, och b ett irrationellt algebraiskt tal. Det senare resultatet är känt som Gelfond–Schneiders sats.

## Tal som har bevisats vara transcendenta
- ea om a är algebraiskt och inte noll (enligt Lindemann–Weierstrass sats).
- π (enligt Lindemann–Weierstrass sats).
- eπ, Gelfonds konstant, samt e−π/2=ii (enligt Gelfond–Schneiders sats).
- ab där a är algebraiskt men inte 0 eller 1 och b är ett irrationellt algebraiskt tal (enligt Gelfond–Schneiders sats), exempelvis

{\displaystyle 2^{\sqrt {2}},}
Gelfond–Schneiders konstant (eller Hilberttalet).
- Kedjebråkskonstanten (Carl Ludwig Siegel 1929)

{\displaystyle {1+{\cfrac {1}{2+{\cfrac {1}{3+{\cfrac {1}{4+{\cfrac {1}{5+{\cfrac {1}{6+\ddots }}}}}}}}}}}}
- sin(a), cos(a) och tan(a) och deras inverser, csc(a), sec(a) och cot(a) för alla algebraiska tal a som inte är noll (enligt Lindemann–Weierstrass sats).
- ln(a) om a är algebraiskt och inte lika med 0 eller 1 (enligt Lindemann–Weierstrass sats).
- W(a) om a är algebraiskt och inte lika med noll (enligt Lindemann–Weierstrass sats).
- Γ(1/3),[2] Γ(1/4),[3] och Γ(1/6).[3]
- 0,12345678910111213141516..., Champernownes konstant.[4][5]
- Ω, Chaitins konstant.[6]
- Fredholms tal[7][8]

{\displaystyle \sum _{n=0}^{\infty }2^{-2^{n}}}
eller mer allmänt, vilket som helst tal av formen
{\displaystyle \sum _{n=0}^{\infty }\beta ^{2^{n}}}
med 0 < |β| < 1 och β algebraiskt.
- Liouvilles konstant

{\displaystyle \sum _{n=1}^{\infty }10^{-n!};}
eller mer allmänt, vilket som helst tal av formen
{\displaystyle \sum _{n=1}^{\infty }\beta ^{n!}}
med 0 < |β| < 1 och β algebraiskt.
- Prouhet–Thue–Morses konstant.[10][11]
- För β > 1

{\displaystyle \sum _{k=0}^{\infty }10^{-\left\lfloor \beta ^{k}\right\rfloor };}
där β ↦ ⌊β⌋ är golvfunktionen.

## Tal om vilka man inte vet om de är transcendenta eller inte
- För de flesta summorna, produkterna, potenserna etc. av π och e, exempelvis π + e, π − e, πe, π/e, ππ, ee, πe, π√2, eπ2 är det obekant om de är transcendenta. Vissa undantag finns dock, π + eπ, πeπ och eπ√n (för alla positiva heltal n) som har bevisats vara transcendenta.[12][13]
- Eulers konstant γ, som inte har bevisats vara irrationell.
- Catalans konstant, som inte har bevisats vara irrationell.
- Apérys konstant ζ(3), som Apéry bevisade är irrationell
- Riemanns zetafunktion för vissa udda positiva heltal ζ(5), ζ(7), ... (det är inte  känt om dessa är irrationella)
- Feigenbaums konstanter δ och α.

Förmodanden:
- Schanuels förmodan
- Fyra exponentialers förmodan.